# رفيق شكري
رفيق شكري (1923-1969)، مطرب سوري حقق شهرة واسعة في خمسينيات القرن العشرين وكان أحد مؤسسي إذاعة دمشق.

## الحياة الفنية
ولد رفيق شكري في حي الميدان الدمشقي وتلقى علومه في مدارس الحكومة، ثم التحق بعالم الفن عازفاً على العود ومقلداً الموسيقار المصري محمد عبد الوهاب. حقق شهرة في المجتمع الدمشقي وتعاون مع المُلحن عمر الحلبي في عدة أغانٍ ومنها «غيبي يا شمس غيبي» وخلي الحبايب يسلمو«وخدوا معاكم مها» التي لُحّنت وقُدمت بطلب من رئيس الوزراء سعيد الغزي. وفي عام 1947 تقدم إلى إذاعة دمشق، بدعم من راعي الفنون في سورية النائب فخري البارودي، وغنى للحب والأسرة وللقضية الوطنية السورية. كما قدّم «قسم العودة» وهو نشيد للشعب الفلسطيني في إثر حرب عام 1948 وغنى «نشيد الجهاد» للشاعر سليمان العيسى. انتقل بعدها رفيق شكري إلى عالم التمثيل وشارك ببطولة فيلم «نور وظلام» مع الفنانة اللبنانية إيفيت فغالي ومع المطرب المصري محمد الكحلاوي في فيلم «بنت البادية» سنة 1958.
بايع رفيق شكري الرئيس المصري جمال عبد الناصر وغنّى كثيراً للوحدة السورية المصرية سنة 1958. وقد غنى قصيدة للشاعر نزار قباني ولحن لفنانين كبار مثل كروان وماري جبران التي غنّت له أغنية «مع السلامة.» وتعاون مع سعاد محمد ومع فايزة أحمد عندما كانت تغني في سينما راديو بآخر سوق الحميدية بدمشق والتي صار اسمها لاحقاً سينما النصر. وفي عام 1952، دُعي إلى العاصمة الأردنية عمّان للمشاركة بحفل تنصيب الملك حسين بن طلال وإلى القاهرة لمقابلة الرئيس عبد الناصر. كما عمل في إذاعة صوت العرب في مصر وفي إذاعة الشرق الأدنى في حيفا وفي إذاعة بغداد، إضافةً إلى عمله في إذاعة دمشق التي لم ينقطع عنها من سنة 1947 وحتى وفاته عام 1969.